# Alfonso Aguilar Fernández de Córdoba
Pour les articles homonymes, voir Aguilar.
Alfonso Aguilar Fernández de Córdoba, né le 21 mars 1653 à Montilla en Espagne et mort à Madrid le 19 septembre 1699, est un cardinal espagnol.

## Biographie
Alfonso Aguilar Fernández de Córdoba est le second fils du duc de Feria et de la marquise de Priego. Il est chanoine à Cordoue et à Tolède. 
Le pape Innocent XII le crée cardinal lors du consistoire du 22 juillet 1697. Il est nommé grand-inquisiteur d'Espagne en 1699.

### Sources
- Fiche du cardinal sur le site de la FIU